# سیرک آفتاب

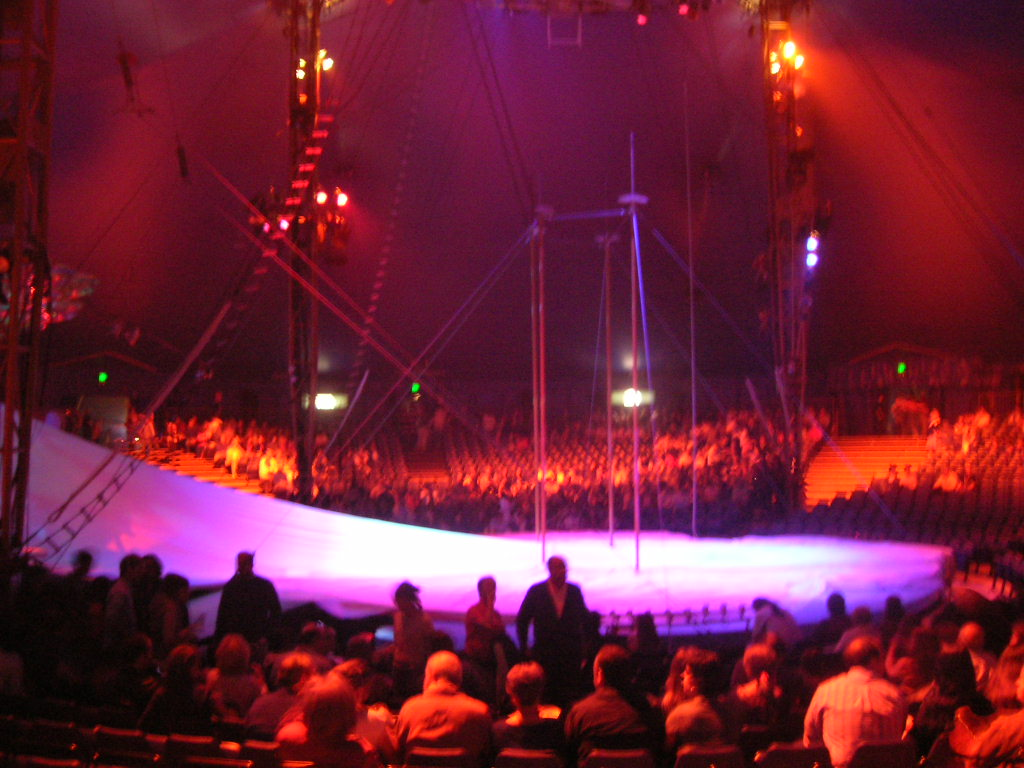
درون چادر بزرگ سیرک آفتاب، نمایش «سالتیمبانکو»

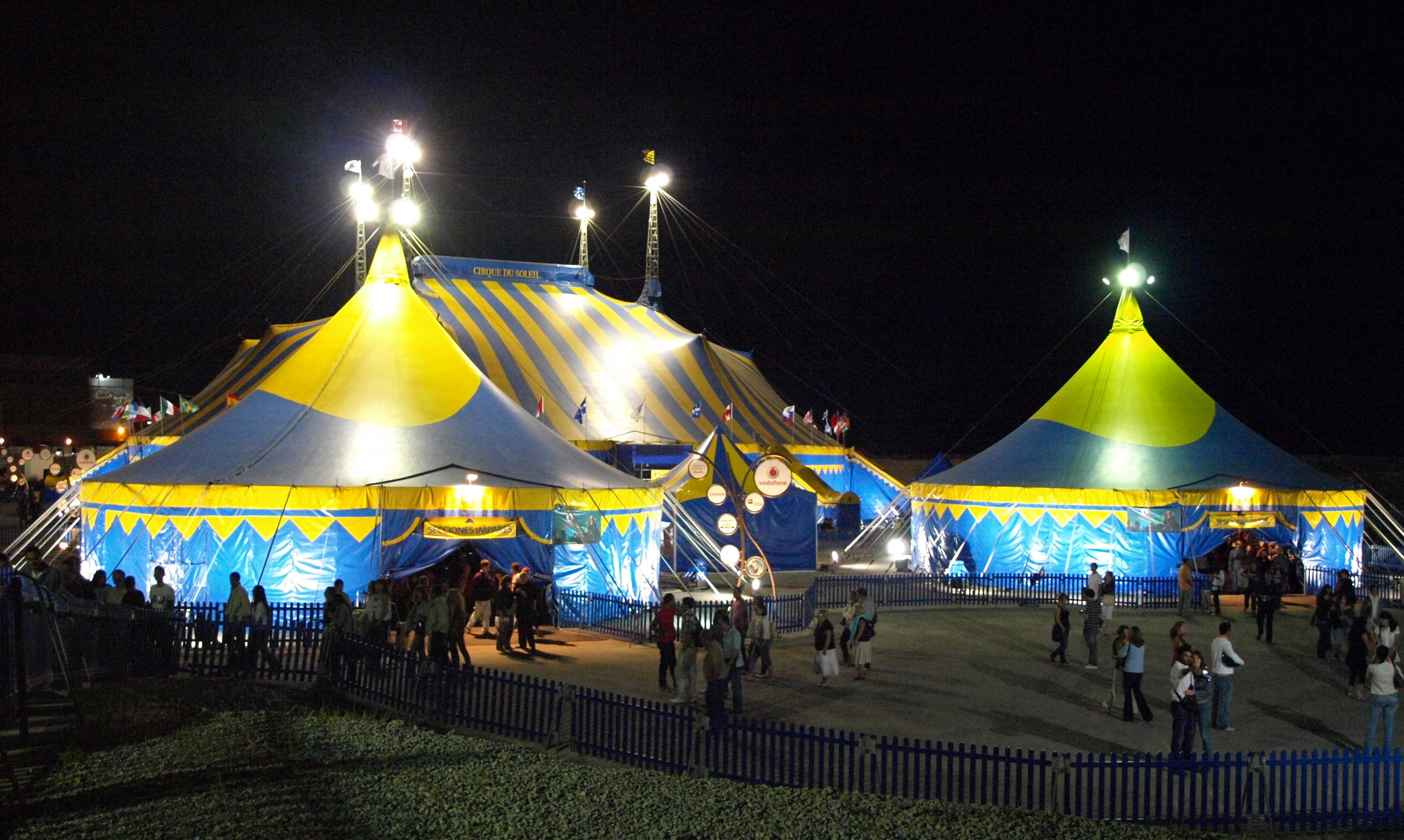
منظرهٔ شبانهٔ چادر بزرگ در تور بارسلونا

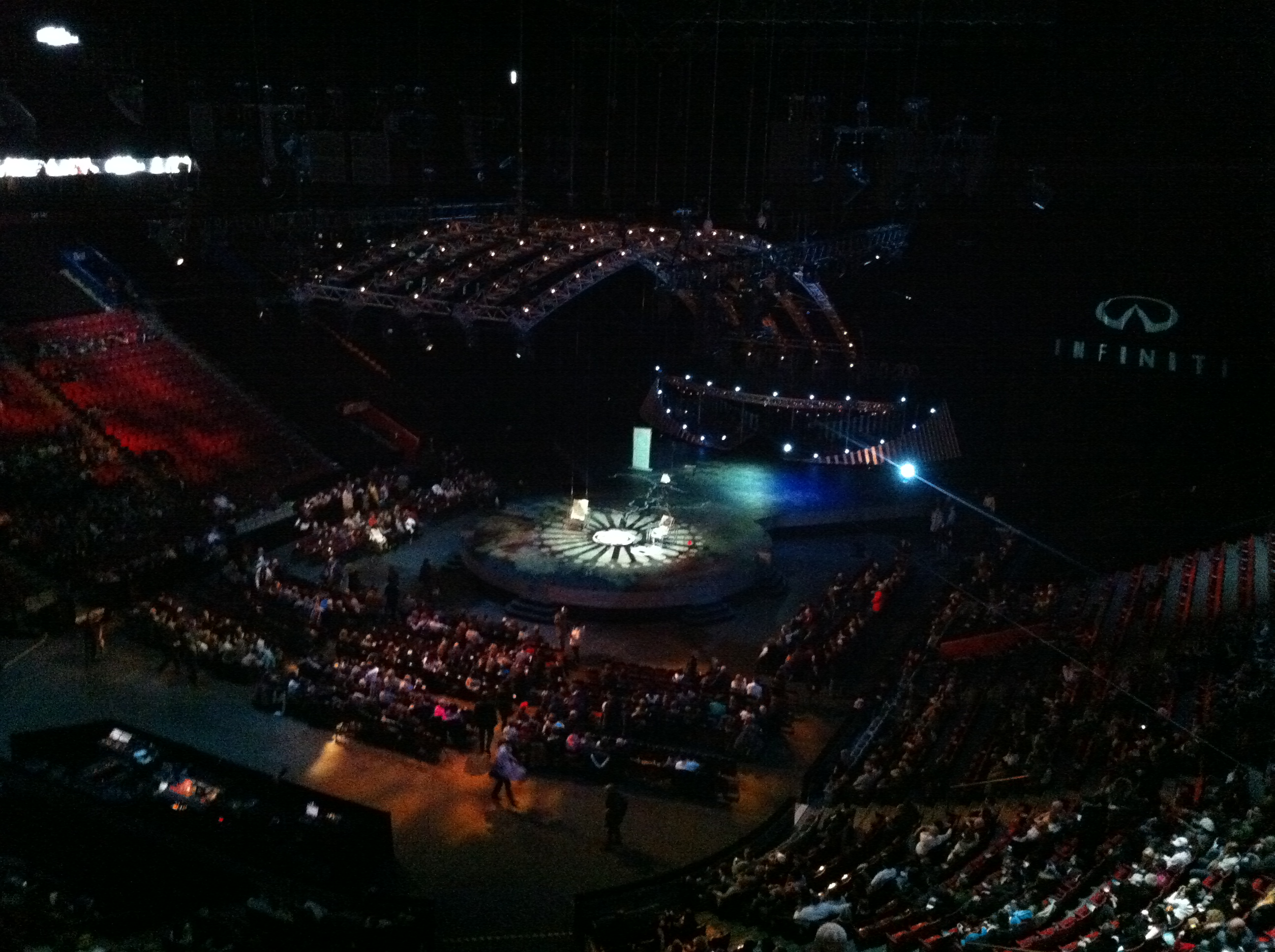
اجرای «کوییدام» در مونترآل

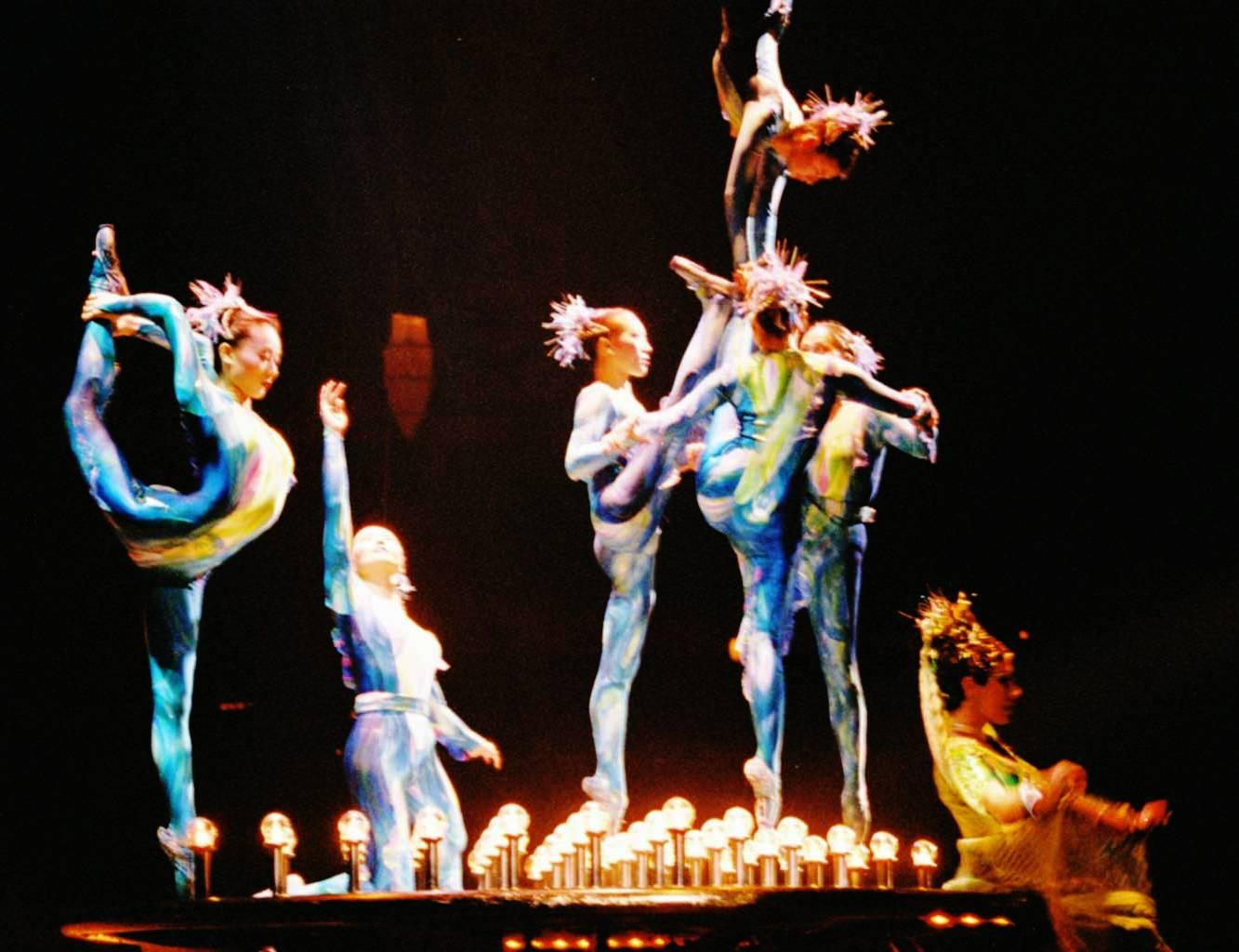
اجرای «درالیون» در وین

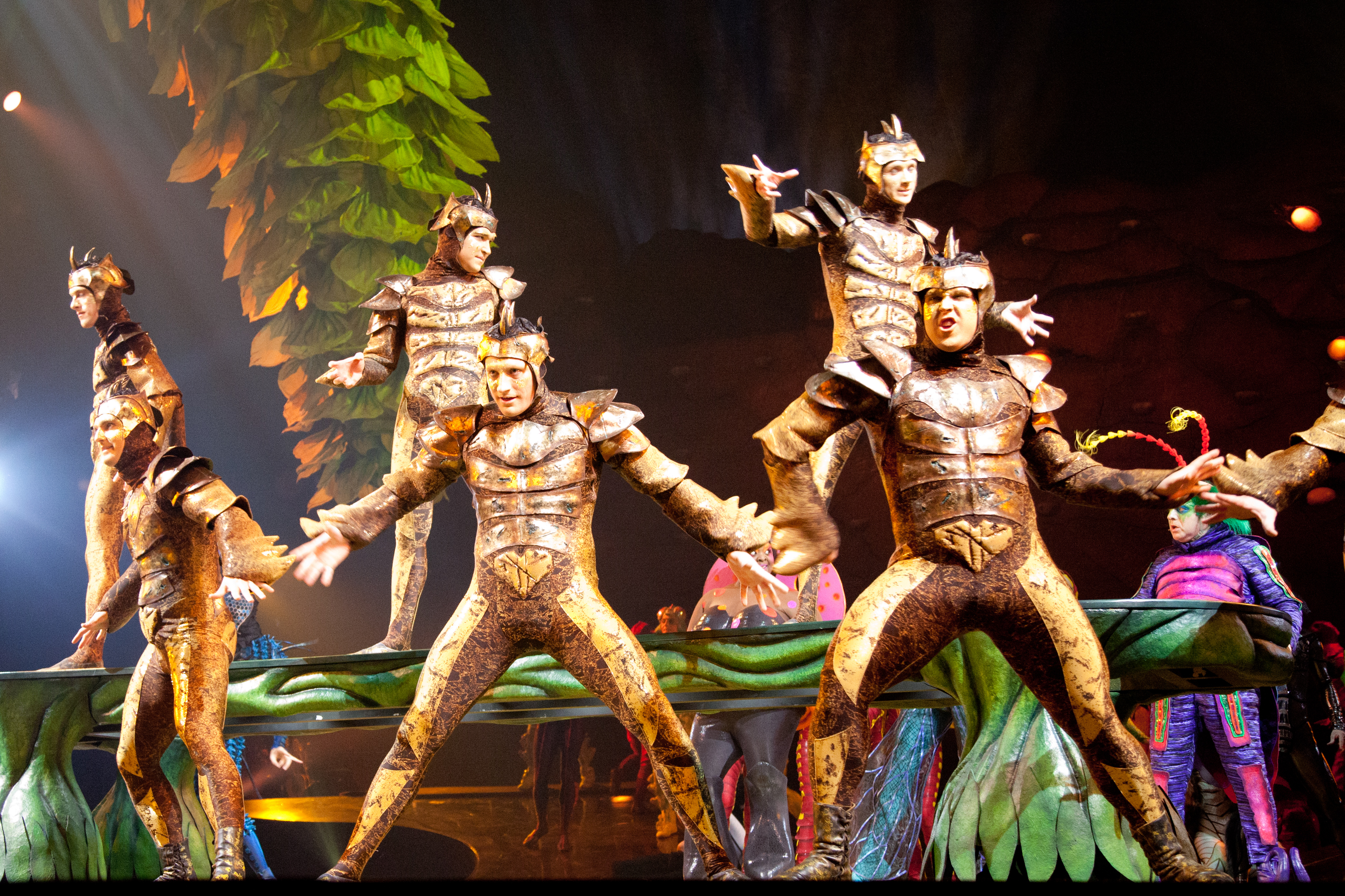
اجرای «اوو»

سیرک آفتاب یا سیرک دوسولی (به فرانسوی: Cirque du Soleil)(تلفظ می‌شود [siʁk dy sɔ.lɛj])، یک شرکت کانادایی است که در معرفی خود می‌گوید: «ترکیب هنرهای سیرکی و سرگرمی‌های خیابانی». این مجموعه، بزرگترین تولیدکنندهٔ تئاتر در جهان است. این سیرک جوایز متعددی را برای نمایش‌های جذابش دریافت کرده‌است و با ارائه تعریفی جدید از سیرک و ارتقای مفهوم سرگرمی به سطوح بالاتری از خلاقیت و کیفیت موفق شده‌است، دوستداران فراوانی در سراسر دنیا برای خود به دست آورد. دفتر سیرک آفتاب در شهر مونترآل (استان کبِک کانادا) قرار دارد. سیرک همه روزه از ساعت ۶:۳۰ تا ۲۱:۳۰ دایر است.

## نمایش‌ها
از نمایش‌های این سیرک می‌توان به موارد زیر اشاره کرد:
- تور بزرگ سیرک آفتاب (Le Grand Tour du Cirque du Soleil)
- ادامهٔ جادو (La Magie Continue)
- بازآفرینی سیرک (Le Cirque Réinventé)
- تجربهٔ موج نو (Nouvelle Expérience)
- سالتیمبانکو (Saltimbanco): در سال ۱۹۹۲ ساخته شد نخستین نمایش سیرک بود که بر موضوعی مشخص تمرکز داشت. فرانکو دراگون سازندهٔ این نمایش از چند فرهنگی در سیرک آفتاب، صلح و مسئلهٔ مهاجرت الهام گرفت.
- اسطوره (Mystère): فرانکو دراگون داستان این نمایش را دربارهٔ جستجوی سرچشمه زندگی در جهان ما ساخت. تم آن برگرفته از اساطیر گوناگون فرهنگ‌های مختلف است و موسیقی آن با موسیقی مرسوم سیرک آفتاب تفاوت دارد و بر اساس موسیقی‌های قومی در پرو، آفریقا و اروپای شرقی است.
- آلِگریا (Alegría): نخستین تجربهٔ فضای تیره و سنگین در سیرک آفتاب بود و برای دهمین سالگرد بنیان سیرک ساخته شد.
- کویدام (Quidam): داستان این نمایش دربارهٔ دختری به نام زویی است که پدر و مادرش به او کم‌توجهی می‌کنند. به همین دلیل زویی بی‌حوصله و منزوی شده‌است. او با مردی بی‌نام و بی‌سر که فقط یک کلاه و چتری در دست دارد آشنا می‌شود. مرد زویی را به دنیایی ناشناخته به نام کویدام می‌برد. در کویدام تماشاگران شاهد صحنه‌های زیبایی از ترکیب اپرا، رقص و حرکات نمایشی آکروباتیک می‌شوند.[۵]
- اُ (O برگرفته از واژه فرانسوی eau به معنای آب): در هتلی در لاس وگاس و درون محفظهٔ بزرگی پر از آب اجرا می‌شد.[۶][۷]
- لا نوبا (La Nouba): داستان پریان که در دیزنی لند اجرا شد.
- درالیون (Dralion)
- Varekai: این واژه رومانیایی به معنای «هر کجا» است. کارگردان آن دومینیک شامپاین بود و داستان آن را بر اساس اساطیر نوشت. نمایش با ایکاروس آغاز می‌شود. در این نمایش ایکاروس که سقوط کرده‌است، در جنگلی بر فراز یک اتشفشان فرود می‌آید و باید پرواز را از نو بیاموزد.
- زومانیتی (Zumanity): نمایشی بر پایه کاباره بود و بر خلاف کارهای قبلی سیرک آفتاب، برای بزرگسالان طراحی شده بود و «وجه دیگری از سیرک آفتاب» یا «وجه حساس سیرک آفتاب» لقب گرفت.
- کا (Kà): به کارگردانی رابرت لپاژ الهام گرفته از هنرهای رزمی بود.
- کورتئو (Corteo): داستان دلقکی است که مراسم ختم خودش را که شبیه یک کارناوال است تماشا می‌کند.
- دِلیریوم (Delirium): یک رویداد زندهٔ موسیقایی بود که با آهنگ‌های قبلی سیرک آفتاب و نسخهٔ اصلی آهنگ‌های بیتلز به دست جرج مارتین و پسرش ساخته شد.
- عشق (Love)
- کوزا (Koozå)
- وینتاک (Wintuk): داستان پسری است که در یک شهر بزرگ بی‌برف زندگی می‌کند و منتظر نخستین برف است که هرگز نمی‌آید. او با کمک چهار همراه دیگر که در جستجوی جایگاه خود در جهان هستند به یک کشور شمالی خیالی سفر می‌کند و با فرهنگ غنی مردم شمال آشنا می‌شود. آن‌ها برف را با خود در یک توفان برف به شهر بازمی‌گردانند.
- زایا (Zaia): داستان رویای دختری است که به فضا سفر می‌کند و با موجودات جالبی روبه‌رو می‌شود.
- زد (Zed): داستان پیوستن مردم آسمان (زنان) و زمین (مردان)
- باور کریس انجل (Criss Angel Believe): با نمایش کریس انجل
- اوو (Ovo به پرتغالی یعنی تخم): توسط رقصنده برزیلی، دبورا کالکر نخستین کارگردان زن در سیرک آفتاب ساخته شد. داستان این نمایش جهان حشره‌هایی است که به زندگی روزمره مشغولند تا هنگامی که یک تخم عجیب وسط سرزمین‌شان پیدا می‌شود. اجرای این نمایش بر پایهٔ موسیقی و رقص برزیلی است.
- موز (Banana Shpeel)
- زنده باد الویس (Viva Elvis)
- توتم (Totem): تم این نمایش الهام گرفته از اساطیر پیدایش انسان است و روند انسان را از نخستین مراحل تا کسب توانایی پرواز در برمی‌گیرد.
- زرکانا (Zarkana)
- مردمک (Iris): داستان تاریخ سینما به روایت رقص، آکروبات و هنرهای سیرکی به کارگردانی فیلیپه دکوفله است.
- تور نامیرای مایکل جکسون (Michael Jackson: The Immortal World Tour)
- آمالونا (Amaluna): به نویسندگی و کارگردانی دایان پائولوس، داستان این نمایش در جزیره‌ای به فرمانروایی ایزدبانوان و قدرت زنانگی اتفاق می‌افتد. روزی یک توفان سهمگین مردانی را به ساحل می‌اندازد و دختر ایزدبانوی فرمانروا عاشق یکی از مردان جوان می‌شود. آمالونا نمایشگر ماجراهای عشق آن‌ها است.
- مایکل جکسون تک (Michael Jackson: One)

## مسایل قانونی
در نوامبر ۲۰۰۳، شکایتی از سیرک آفتاب در دفاع از ژیمناست سیرک، متیو کوسیک که در پی مثبت شدن نتیجه آزمایش اچ‌آی‌وی از سیرک اخراج شده بود، به دست بنیاد حقوقی و آموزشی لاندا طرح شد. همچنین کمیسیون حقوق بشر سان فرانسیسکو در دفاع از متیو کوسیک، شکایتی از سیرک آفتاب بر پایهٔ اینکه این شهر کارفرمایانی که تبعیض قائل می‌شوند را طرد می‌کند، تنظیم کرد.